# هارولد ويزلي جورج
هارولد ويزلي جورج (بالإنجليزية: Harold Wesley George)‏ هو لاعب اتحاد الرغبي أسترالي، ولد في 1887، وتوفي في 10 مايو 1915.